# Филиппинец и пьяный
«Филиппинец и пьяный» — советский короткометражный фильм 1958 года режиссёра Шухрата Аббасова.

## Сюжет
По одноимённому рассказу Уильяма Сарояна на тему расовой сегрегации в США.
Пьяный американский офицер в баре всячески старается унизить и оскорбить зашедшего молодого филиппинца: как это он, «черномазый», посмел зайти в заведение, куда можно заходить только белым! Но филиппинец, сохраняя достоинство, даёт отпор хаму.

## В ролях
- Манос Захариас — филиппинец
- Станислав Чекан — американский офицер

## О фильме
Дебютный фильм режиссёра Шухрата Аббасова, его дипломная работа по окончании Высших режиссёрских курсов при «Мосфильме».

Дебют молодого режиссера не прошел незамеченным. Картина была всего в одну часть, в ней ощущалась зрелая мысль, самостоятельная позиция художника, умение глубоко почувствовать идею произведения и донести ее до зрителя. Хорошо сыграл в фильме главную роль бесправного в филиппинца актер Г. Манос. В этом большая заслуга Ш. Аббасова, который понимает и любит актера, «подчиняет» его игре разнообразные средства. Например, лаконично, но образно образно решены в фильме декорации.— киновед Джура Тешабаев
Экранизированный рассказ Уильяма Сарояна «The Filipino and the Drunkard» был написал питателем в 1935 году, и незадолго до выхода фильма был опубликован в переводе на русский язык в СССР в журнале «Новый мир».
Сам писатель Уильям Сароян, чьи произведения уже были много раз экранизированы, лауреат кинопремии «Оскар», в 1960 году посетивший Советский Союз, посмотрел фильм и написал:

хотел бы, чтобы вы знали, что на меня произвели большое впечатление ваши достижения во многих компонентах фильма… Я был взволнован великолепной игрой актеров… Должен сказать, что прочтение рассказа, режиссура, состав актеров, их игра, музыка, ритм, стиль и изобразительное решение фильма — всё это высокого класса, в результате чего при коротком метраже вы достигли большой силы драматического воздействия.— Уильям Сароян о советском кино // журнал «Искусство кино», 1960
Позже режиссёр так объяснял выбор рассказа для экранизации:

Меня поразил рассказ «Филиппинец и пьяный»: казалось, что писатель каким—то образом угадал мысль, сидящую во мне, выношенную, которую мне хочется поведать людям,… что экранизация его может стать страстным выражением И МОИХ личных идеалов… Антиколониальная борьба, которая идет сегодня по всему миру, есть одновременно борьба за национальное, за человеческое достоинство. B маленьком рассказе Сарояна, небольшом локальном эпизоде, схвачен нерв времени, важнейший его конфликт.— режиссёр фильма Шухрат Аббасов

Кинематографист начал с воссоздания инонациональных характеров («Филиппинец и пьяный»), дав их еще не как характеры, но как заготовки к таковым, обнаружив в добром типе (филиппинец) невинно чистое, детское начало, которое с тех пор долго еще будет притягивать к себе режиссера.— Диалектика национального и общечеловеческого в художественной культуре Советского Востока / Михаил Павлович Капустин. — ФАН, 1978. — 266 с. — с. 111